# Orlando Paladino
L'Orlando Paladino è un'opera in tre atti di Joseph Haydn, rappresentata per la prima volta nel Teatro del Castello di Esterháza a Fertőd, in Ungheria, il 6 dicembre 1782. Il libretto di Nunziato Porta è adattato da un precedente libretto di Carlo Francesco Badini, Le pazzie di Orlando, messo in musica da Pietro Guglielmi nel 1771. La trama si basa sul poema epico Orlando Furioso di Ludovico Ariosto. L'opera fu descritta come dramma eroicomico, dato che la trama mescola elementi eroici e comici. Nella vita di Haydn, fu la sua opera più popolare.
Nel 1932 avvenne la prima all'Opera di Lipsia come Der Ritter Roland, nel 1980 a Birmingham e nel 1982 a Carpentras.

## Personaggi
| Ruolo                                                    | Voce    | Prima rappresentazione: 6 dicembre 1782 |
| -------------------------------------------------------- | ------- | --------------------------------------- |
| Alcina, una maga                                         | soprano | Costanza Valdesturla                    |
| Angelica, Regina del Catai                               | soprano | Matilde Bologna                         |
| Medoro, innamorato di Angelica                           | tenore  | Prospero Braghetti                      |
| Caronte, traghettatore per l'oltretomba                  | basso   | Leopold Dichtler                        |
| Eurilla, una pastorella                                  | soprano | Maria Antonia Specioli                  |
| Licone, un pastore                                       | tenore  | Leopold Dichtler                        |
| Orlando, Paladíno di Francia                             | tenore  | Antonio Specioli                        |
| Pasquale, scudiero de Orlando                            | tenore  | Vincenzo Moratti                        |
| Rodomonte, Re di Barbaria                                | basso   | Domenico Negri                          |
| pastori, pastorelle, spettri, selvaggi e saraceni — coro |         |                                         |